# Дор Перец
Дор Перец (івр. דור פרץ; нар. 17 травня 1995, Год-га-Шарон) — ізраїльський футболіст, півзахисник клубу «Маккабі» (Тель-Авів) та національної збірної Ізраїлю.

## Клубна кар'єра
Вихованець клубної структури клубу «Маккабі» (Тель-Авів). З 2014 року почав залучатися до матчів основної команди. У першому ж сезоні, проведеному в основі, взяв участь у 19 іграх чемпіонату, допомігши свої команді його виграти. в якій провів три сезони, взявши участь у 35 матчах чемпіонату.
Протягом першої половини 2017 року грав на умовах оренди за «Хапоель» (Хайфа), після чого повернувся до «Маккабі». В сезонах 2018/19 і 2019/20 здобув свої другий і третій титули чемпіона Ізраїлю у його складі.

## Виступи за збірні
2010 року дебютував у складі юнацької збірної Ізраїлю (U-16), загалом на юнацькому рівні за команди різних вікових категорій взяв участь у 28 іграх, відзначившись 3 забитими голами.
Протягом 2015—2017 років залучався до складу молодіжної збірної Ізраїлю. На молодіжному рівні зіграв у 9 офіційних матчах, забивши 1 гол.
2015 року дебютував в офіційних матчах у складі національної збірної Ізраїлю.

## Титули і досягнення
- Чемпіон Ізраїлю (5):

«Маккабі» (Тель-Авів): 2014-15, 2018-19, 2019-20, 2023-24, 2024-25
- Володар Кубка Ізраїлю (2):

«Маккабі» (Тель-Авів): 2014-15, 2020-21
- Володар Кубка Тото (6):

«Маккабі» (Тель-Авів): 2014-15, 2017-18, 2018-19, 2020, 2023-24, 2024-25
- Володар Суперкубка Ізраїлю (3):

«Маккабі» (Тель-Авів): 2019, 2020, 2024